# 经济部门

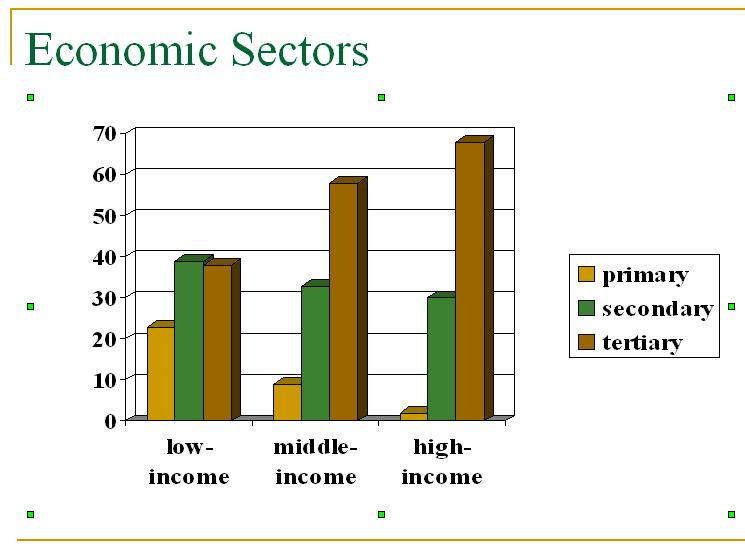
该图说明了一个国家的经济中不同部门所占的比重。社会经济发展水平较高的国家的经济中，第一产业和第二产业部门比例通常较小，而第三产业部门的重要性更高。欠发达国家则表现出相反的格局。

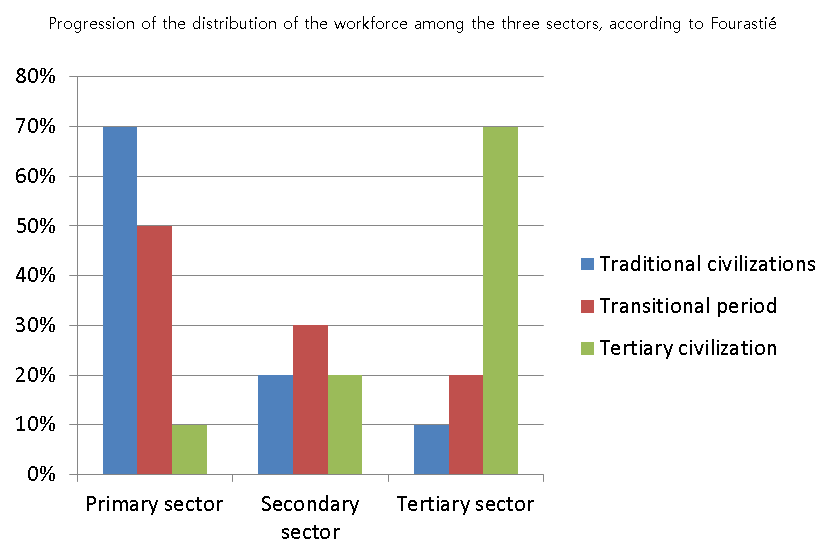
富拉斯蒂埃（Fourastié）提出的三部门就业人口变化趋势。

克拉克的部门模型

经济部门或经济成分通常可按如下方法分为三个部门：
- 第一产业：涉及原料和生产，例如玉米、煤炭、木材和铁矿开采。（煤矿工人、农民或渔民是第一产业工人。）
- 第二產業：涉及将原材料或中间材料转变为商品，例如将钢铁制造成汽车，或将纺织品制造成服装。（建筑工人和裁缝属于第二产业工人。）
- 第三产业：涉及向消费者和企业提供服务，例如育婴、电影业和银行业。（店主和会计师是第三产业的工人。）

到了20世纪，经济学家开始认为，传统的三级服务可以进一步区分出“第四产业”和“第五產業”的服务业部门。第四产业部门的经济活动包括基于信息和知识的服务，而第三产业服务包括人类服务和招待性行业相关的产业。

## 历史演变
一个经济体可能包括几个连续阶段发展起来的部门（也称为“产业”）：
- 传统经济主要建立在自給農業基础上。
- 工业革命降低了自给农业的作用，在过去三个世纪中将土地利用转变为更粗放的單一耕作农业形式。经济增长主要发生在采矿、建筑和制造业中。
- 在现代消费者社会的经济中，服务、金融和技术（知識經濟）扮演着越来越重要的角色。

与发达国家相比，即使在近代，发展中国家仍更倾向于依赖前两个部门。

## 按所有权
经济也可以按照不同的所有权划分：
- 公营部门（英语：Public sector）或国有部门
- 私营部门或民营企业
- 第三部門或志愿部门